# 松本市立開成中学校
松本市立開成中学校（まつもとしりつ かいせいちゅうがっこう）は、長野県松本市神田にある公立の中学校。 

## 沿革
- 1961年（昭和36年）4月1日 - 中国の『易経』「開物成務」にちなんで命名され開校した[1]。

## 概要
- 「仁能田の丘」と呼ばれる高台に建つ[1]。
- 学校目標は「豊かな心を求め　めあてをもって　ねばり強く　やり抜く生徒」である[1]。
- 校章の3つの三角形は、真・善・美を意味する[1]。

## 生徒数・職員数
2025（令和7）年5月11日現在
1学年　94人
2学年　104人
3学年　98人
合計　296

### 学級数
2025（令和7）年度
1学年　3クラス
2学年　3クラス
3学年　3クラス

## 主な行事
- 4月　修学旅行（3年生）
- 5月　開成タイム（奉仕活動）
- 7月　乗鞍岳登山（1年生）、職場体験（2年生）
- 9月・10月　学習発表会(2年生)
- 10月　球技クラスマッチ（学年ごと）
- 11月　開成タイム（奉仕活動）、合唱のしらべ[1]
- 年2回程度流れ星企画

## 部活動
| - 男子バスケットボール - 男女バレーボール - サッカー - 野球 - 卓球 | - 剣道 - 女子ソフトテニス - 吹奏楽 - 美術 |